# Stor-Slam och Lill-Slam (film)
Stor-Slam och Lill-Slam (engelska: The Second Hundred Years) är en amerikansk stumfilm från 1927 regisserad av Fred Guiol.

## Handling
Stor-Slam och Lill-Slam är två fångar på ett fängelse som båda fått håret på huvudet avrakat. De planerar på hur de ska rymma, de bestämmer sig för att gräva en tunnel. Tunneln råkar dock leda till fängelsedirektörens kontor.
Lite senare är alla fångarna ute på gården och öva på olika manövrar. Plötsligt ringer middagsklockan,  Stor-Slam och Lill-Slam ser detta som ett perfekt tillfälle att rymma, vilket de lyckas med.

## Om filmen
I filmen medverkar Stan Laurel och Oliver Hardy som senare kom att bli kända som komikerduon Helan och Halvan, men som här heter Little Goofy och Big Goofy (på svenska Stor-Slam och Lill-Slam).
Filmen har ibland presenterats som The Second 100 Years.
Filmens handling bygger på Charlie Chaplins film Äventyraren från 1917, med några få detaljer från stumfilmerna Frauds and Frenzies med Larry Semon från 1918 och Pick and Shovel med Stan Laurel från 1923.
Scenen där Stor-Slam och Lill-Slam försöker fly genom en tunnel är inspirerad av stumfilmen Detained från 1924 med Stan Laurel. Denna scen kom även att vara förebild för en liknande scen i duons senare långfilm Vi fara till Sahara som utkom 1939.
Fängelsets utsida är samma som kom att användas i duons kortfilm Helan och Halvan på straffarbete som utkom 1929.
Filmen har givits ut på DVD och Blu-ray.

## Rollista (i urval)
- Stan Laurel – Lill-Slam (Little Goofy)
- Oliver Hardy – Stor-Slam (Big Goofy)
- James Finlayson – guvernör Browne Van Dyke
- Frank Brownlee – fängelsedirektören
- Tiny Sandford – fängelsevakt
- Charlie Hall – fånge
- Eugene Pallette – middagsgäst[2]